# مشتاق عباس معن
مشتاق عباس معن هو شاعر وأكاديمي وأديب عراقي، وُلد في بغداد عام 1973. يُعد من أبرز المتخصصين في البلاغة وتحليل الخطاب في العراق والعالم العربي، وله مؤلفات وشعر ورقي ورقمي، كما يُعد من أوائل من اشتغلوا على إنتاج القصيدة التفاعلية الرقمية في الوطن العربي. يعمل أستاذًا في قسم اللغة العربية بـجامعة بغداد، وله نشاط ثقافي وأكاديمي واسع.

## النشأة والتعليم
وُلد مشتاق عباس معن في بغداد، ونشأ فيها وأكمل مراحله الدراسية حتى التحق بـجامعة بغداد حيث حصل على شهادة بكالوريوس آداب في اللغة العربية، ثم أكمل دراساته العليا في جامعة صنعاء حيث حصل على الدكتوراه في البلاغة وتحليل الخطاب عام 2003، وقبلها نال على شهادة الماجستير من جامعة بغداد عام 1998.

## المسيرة الأكاديمية
يُدرّس مشتاق عباس معن البلاغة وتحليل الخطاب في كلية التربية بجامعة بغداد، وأشرف على العديد من رسائل الدراسات العليا. وقد شارك في مؤتمرات علمية داخل وخارج العراق، وألقى محاضرات في جامعات عربية مثل جامعة الرياض في السعوديةوجامعة دار العلوم بالقاهرة والأمم المتحدة.

## الشعر الرقمي
يُعد معن من روّاد الشعر الرقمي في العالم، وقد أسس ما يُعرف بـ"القصيدة التفاعلية الرقمية"، وكتب عددًا من المجموعات الرقمية منها: *تباريح رقمية لسيرة بعضها أزرق* (2007)، *لا متناهيات الجدار الناري* (2017)، و*وجع مسنّ*. وقد كتب ناظم السعود مقدمة ديوانه الورقي *الأعمال الشعرية الورقية غير الكاملة* (348 صفحة، 2013).

## الإنتاج النقدي
أصدر كتبًا أكاديمية عدة في البلاغة وتحليل الخطاب، مثل: *إحياء البلاغة، أثر التفكير الصوتي في دراسة العربية، النون في العربية دراسة صوتية، الشيزوفرينيا الإبداعية، الدرس الصوتي عند البلاغيين، جماليات الإيقاع عند البلاغيين، نظرية اللحن الجلي واللحن الخفي في الدرس الصوتي العربي، تباريح رقمية لسيرة بعضها أزرق، لا متناهيات الجدار الناري، وغيرها من النتاجات الأدبية والنقدية والإبداعية. وتُستخدم مؤلفاته كمراجع في دراسات جامعية وبحوث أكاديمية، منها رسالة بعنوان "لغة الشعر عند مشتاق عباس معن" نوقشت في جامعة بغداد عام 2022.

## الجوائز والتكريم
- جائزة الشارقة للإبداع العربي (2001)
- جائزة أنجال الشيخ زايد لأدب الطفل 2002
- جائزة هائل سعيد أنعم (2003)
- جائزة الإبداع - وزارة الثقافة العراقية (2010)[2]

## الأثر الثقافي
ساهم معن في ترسيخ حضور البلاغة الجديدة والشعر التفاعلي في الأوساط الثقافية العراقية والعربية، وتُعد أعماله مادةً للدراسات النقدية والتحليلية. كما يُستضاف في الندوات والبرامج الحوارية لمناقشة قضايا الأدب واللغة.